# Volčina
La Volčina (in russo  Волчина?) è un fiume della Russia europea, affluente di sinistra della Mologa (bacino idrografico del Volga). Scorre nell'oblast' di Tver'.
Il fiume fluisce dal lago Volčino e scorre prevalentemente in direzione orientale. Nell'alto corso la larghezza del fiume è di 10-15 metri, con una corrente debole, le rive sono ricoperte di canne. Poi aumenta fino a 30 metri. La sua lunghezza è di 106 km, l'area del bacino è di 3050 km². Sfocia nella Mologa a 283 km dalla foce, poco dopo aver passato il villaggio di Maksaticha, il più grande insediamento lungo il fiume. Il suo maggior affluente è la Tifina (da destra).